# (2766) Leeuwenhoek
(2766) Leeuwenhoek est un astéroïde de la ceinture principale.

## Description
(2766) Leeuwenhoek est un astéroïde de la ceinture principale. Il fut découvert le 23 mars 1982 à l'observatoire Kleť par Zdeňka Vávrová. Il présente une orbite caractérisée par un demi-grand axe de 2,55 UA, une excentricité de 0,18 et une inclinaison de 6,5° par rapport à l'écliptique.

## Compléments